# Tersilochus jocator
Tersilochus jocator är en stekelart som beskrevs av Holmgren 1859. Tersilochus jocator ingår i släktet Tersilochus och familjen brokparasitsteklar. Arten är reproducerande i Sverige. Inga underarter finns listade i Catalogue of Life.